# Begleitband (Musik)
Eine Begleitband (Backing-Band bzw. Backup-Band) ist eine Gruppe von Musikern, die einen Künstler bei einem Live-Auftritt oder einer CD/DVD-Aufnahme begleitet. Sie spielt entweder als bereits etablierte Band zusammen oder wird lediglich – zumeist mit Sessionmusikern – für eine Show, eine Tournee oder die Aufnahme in einem Tonstudio zusammengestellt. 
Einige der bekanntesten Backing-Bands (mit ihrem jeweiligen Solisten) sind:
- The Aces (Desmond Dekker)
- Bluesbreakers (John Mayall)
- Crazy Horse (Neil Young; auch ohne diesen erfolgreich, da Young nicht integraler Bestandteil)
- The Animals (Eric Burdon)
- The Attractions (Elvis Costello)
- The Bad Seeds (Nick Cave)
- The Band (Bob Dylan)
- The Cardinals (Ryan Adams)
- The Drifting Cowboys (Hank Williams)
- The E Street Band (Bruce Springsteen)
- The Family Stone (Sly Stone)
- The Heartbreakers (Tom Petty)
- The Jordanaires (Elvis Presley)
- The Miracles (Smokey Robinson)
- The Mothers of Invention (Frank Zappa)
- The New Power Generation (Prince)
- The News (Huey Lewis)
- The Raelettes (Ray Charles)
- The Revolution (Prince)
- The Rumour (Graham Parker)
- The Section (James Taylor, Jackson Browne, Warren Zevon)
- The Shadows (Cliff Richard)
- The Shondells (Tommy James)
- Spiders from Mars (David Bowie)
- The Stooges (Iggy Pop)
- The Supremes (Diana Ross)
- The Tennessee Three (Johnny Cash)
- The Vandellas (Martha Reeves)
- The Wailers (Bob Marley)